# Coenotephria sultana
Coenotephria sultana là một loài bướm đêm trong họ Geometridae.